# Euraziatische Unie
De Euraziatische Unie (EAU) (Russisch: Еврази́йский Сою́з (ЕАС), Wit-Russisch: Еўразійскі Союз, Kazachs: Еуразиялық Одақ) is een voorstel voor een economische en politieke unie van Wit-Rusland, Kazachstan, Kirgizië, Rusland, Tadzjikistan en andere Euraziatische landen, met name voormalige Sovjetstaten.
Het idee is gebaseerd op de Europese Unie, het idee werd geopperd door de toenmalige premier van Rusland, Vladimir Poetin, maar het concept werd voor het eerst geopperd door de president van Kazachstan, Noersoeltan Nazarbajev, tijdens een toespraak in 1994 op een universiteit in Moskou.
Op 18 november 2011 ondertekenden de presidenten van Wit-Rusland, Kazachstan en Rusland een overeenkomst, waarin de doelstelling van oprichting van de Europees-Aziatische Unie in 2015 werd vastgesteld. De overeenkomst bevat onder andere een routekaart voor de toekomstige integratie en de vestiging van een Euraziatische Commissie (naar het model van de Europese Commissie) en de Euraziatische Economische Ruimte, die van start ging op 1 januari 2012. De nadruk ligt vooral op de economische integratie en de toekomstige gemeenschappelijke markt, en minder op politieke integratie.
De eerdergenoemde drie landen ondertekenden op 29 mei 2014 een akkoord waarin stond dat op 1 januari 2015 de Euraziatische Economische Unie officieel in werking zou treden. Alhoewel de Russische president Poetin graag had gezien dat deze unie ook militaire en politieke zaken zou omvatten, ging het alleen om economische samenwerking.